# アカミノキ
アカミノキ（Haematoxylum campechianum）は、マメ科ジャケツイバラ亜科の落葉低木である。属名のHaematoxylumはギリシャ語で「血の木」という意味を持つ。別名としてロッグウッド（英: logwood）やカンペシアボク、ブラッドウッド（英: bloodwood tree）と呼ばれる。
リンネの『植物の種』(1753年) で記載された植物の一つである。

## 特徴
原産はメキシコ及び中米の北部で、樹高は3-10m、黄色の花が総状花序につく。

## 利用
樹液は染料としてマヤ族が伝統的に利用し、その安全性によって現在も布や紙の染色に広く使用されている。色素の成分はヘマトキシリンで、組み合わせる媒染剤のpHによって発色が異なる。酸性が強いと赤、アルカリ性だと青くなる。
樹皮と葉には様々な薬効成分が含まれており、研究が進んでいる。
17世紀のベリーズではイギリスによってこの木の出荷が行われた歴史もある。

## その他
メキシコのカンペチェ州の一部の川に天然のアカミノキの色素が溶け込み、真っ赤に染め上げている。この川はメキシコ湾に直接流れ出している為、狭く穏やかなバサースト湾のような特殊な生態を生み出すまでにはなっていない。せいぜい海岸近くの海をトリコロールに色分けする程度である。

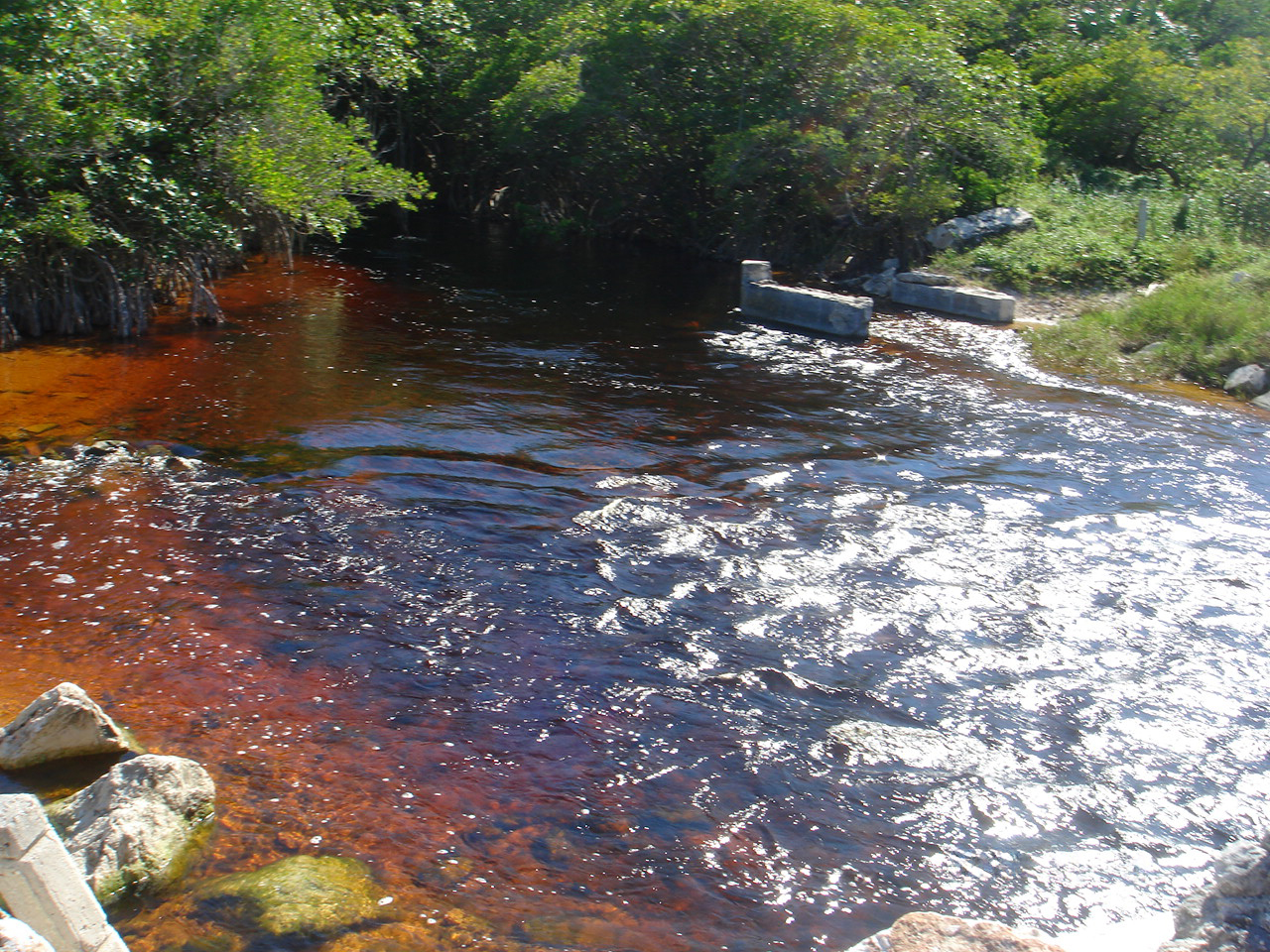
赤く染まった川
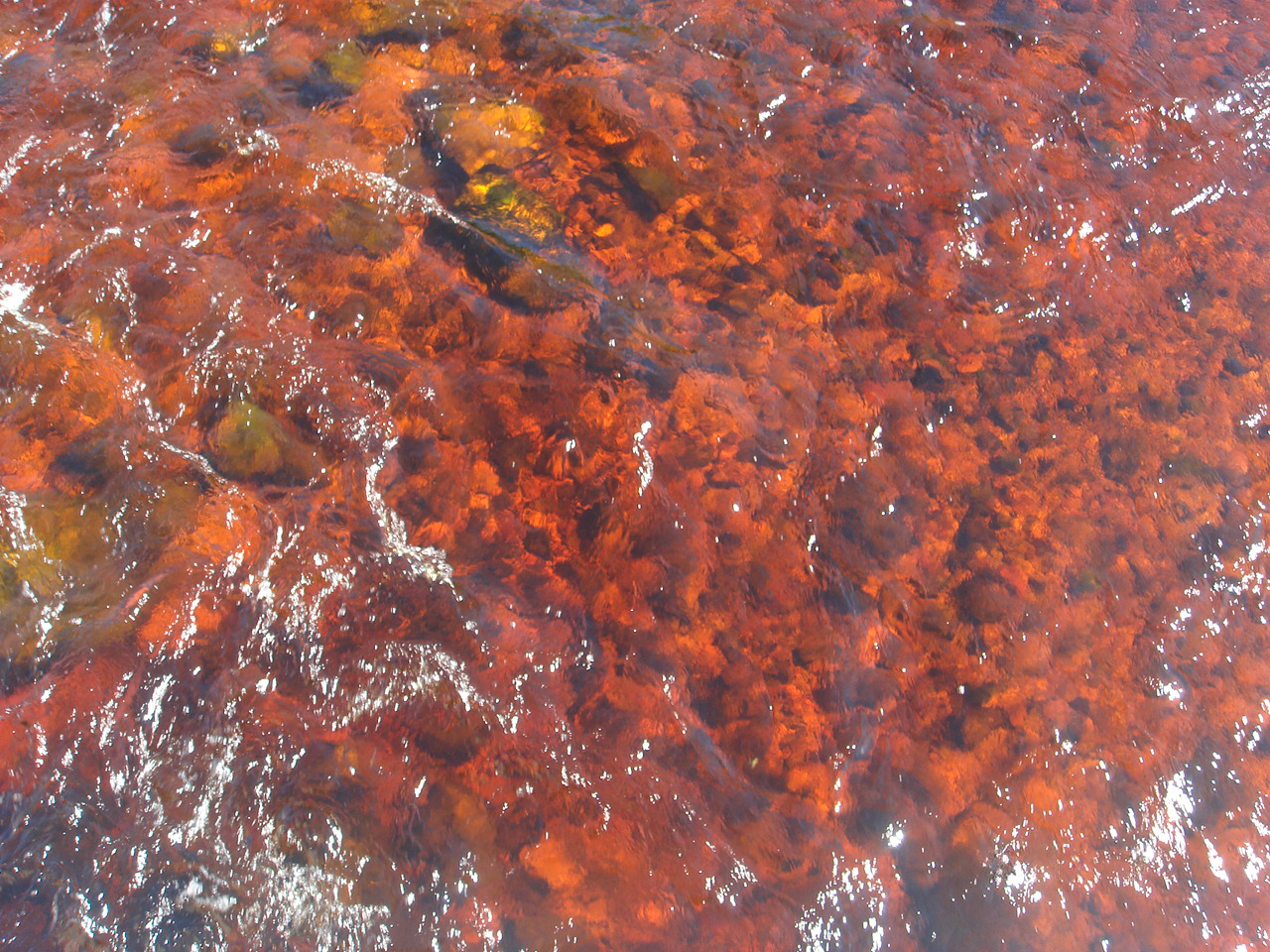
赤い水
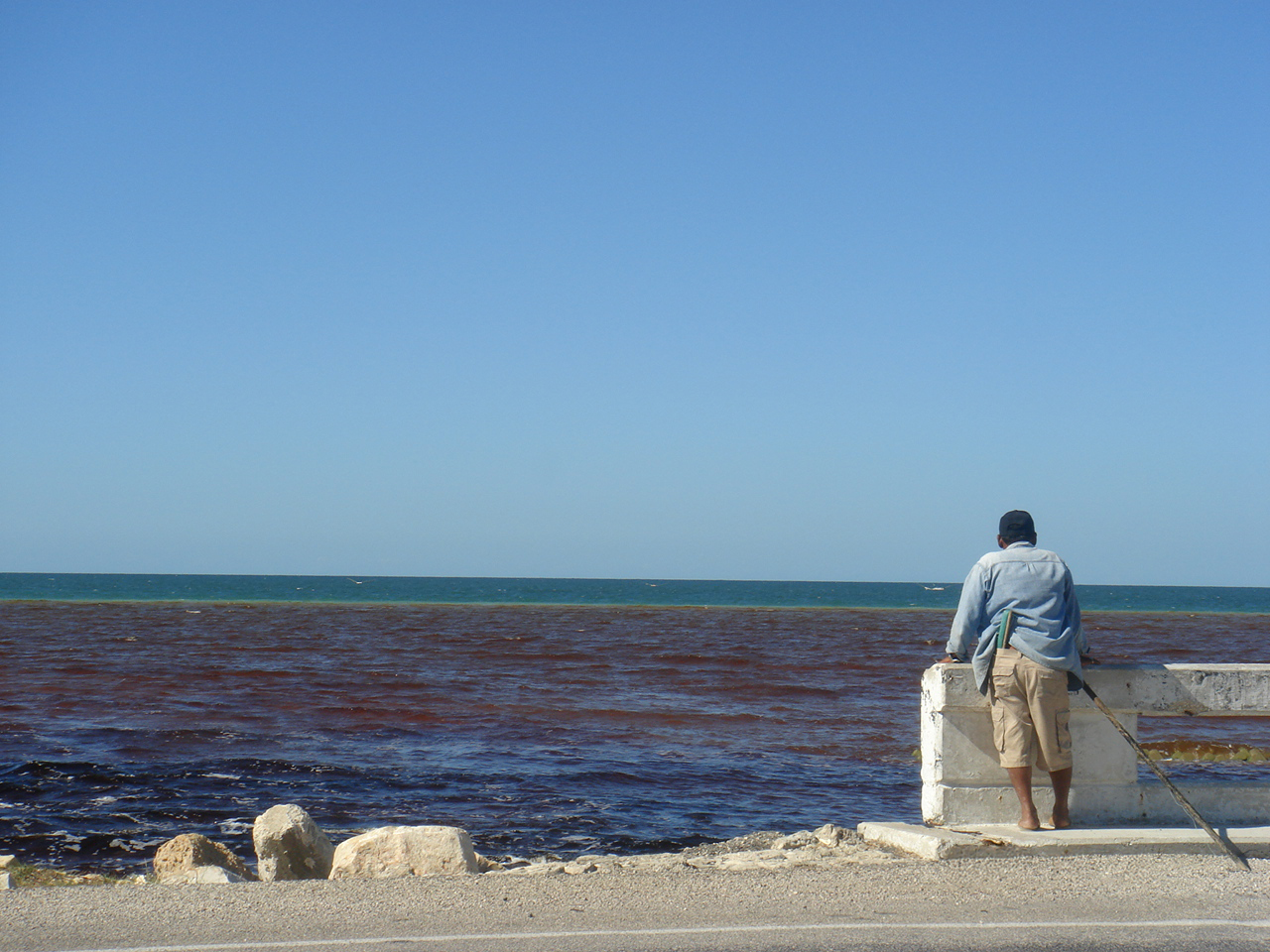
トリコロールのメキシコ湾